# Elezioni comunali in Campania del 1996
Le elezioni comunali in Campania del 1996 si tennero il 9 giugno (con ballottaggio il 23 giugno) e il 17 novembre (con ballottaggio il 1º dicembre).

## Elezioni del giugno 1996

### Provincia di Napoli

#### Poggiomarino
| Candidati                                                | Candidati                                | Voti                 | %     | Liste                                  | Voti   | %     | Seggi |
| -------------------------------------------------------- | ---------------------------------------- | -------------------- | ----- | -------------------------------------- | ------ | ----- | ----- |
|                                                          | Mario Sangiovanni Accede al ballottaggio | 4.785                | 44,44 | Forza Italia                           | 2.545  | 24,71 | 7     |
| Centro Cristiano Democratico-Cristiani Democratici Uniti | Mario Sangiovanni Accede al ballottaggio | 4.785                | 44,44 | 1.707                                  | 16,57  | 4     |       |
| Alleanza Nazionale                                       | Mario Sangiovanni Accede al ballottaggio | 4.785                | 44,44 | 670                                    | 6,51   | 1     |       |
|                                                          | Roberto Aprea Accede al ballottaggio     | 2.638                | 24,50 | L'Ulivo                                | 2.077  | 20,17 | 3     |
| Rifondazione Comunista                                   | Roberto Aprea Accede al ballottaggio     | 2.638                | 24,50 | 407                                    | 3,95   | -     |       |
| Seggio di coalizione                                     | Seggio di coalizione                     | Seggio di coalizione | 24,50 | 1                                      |        |       |       |
|                                                          | Salvatore Lettieri                       | 1.526                | 14,17 | Progresso Democratico                  | 1.451  | 14,09 | 2     |
|                                                          | Giuseppe Battaglia                       | 984                  | 9,14  | Rinnovamento per Poggiomarino          | 732    | 7,11  | 1     |
|                                                          | Felice Iovino                            | 461                  | 4,28  | Rinnovamento Italiano                  | 456    | 4,43  | 1     |
|                                                          | Ferdinando Boccia                        | 373                  | 3,46  | Uniti per il Progresso di Poggiomarino | 254    | 2,47  | -     |
| Totale                                                   | Totale                                   | 10.767               | 100   |                                        | 10.299 | 100   | 20    |

#### Portici
| Candidati                           | Candidati                                  | Voti                 | %     | Liste                                        | Voti   | %     | Seggi |
| ----------------------------------- | ------------------------------------------ | -------------------- | ----- | -------------------------------------------- | ------ | ----- | ----- |
|                                     | Leopoldo Spedaliere Accede al ballottaggio | 16.612               | 45,00 | Partito Democratico della Sinistra           | 5.640  | 16,97 | 7     |
| Partito Popolare Italiano           | Leopoldo Spedaliere Accede al ballottaggio | 16.612               | 45,00 | 3.875                                        | 11,66  | 4     |       |
| Rifondazione Comunista              | Leopoldo Spedaliere Accede al ballottaggio | 16.612               | 45,00 | 2.675                                        | 8,05   | 3     |       |
| Rinnovamento Italiano               | Leopoldo Spedaliere Accede al ballottaggio | 16.612               | 45,00 | 2.546                                        | 7,66   | 3     |       |
| Alternativa Verde                   | Leopoldo Spedaliere Accede al ballottaggio | 16.612               | 45,00 | 1.270                                        | 3,82   | 1     |       |
|                                     | Emilio Parrella Accede al ballottaggio     | 8.862                | 24,00 | Federazione dei Verdi                        | 2.834  | 8,53  | 2     |
| Alternativa Democratica per Portici | Emilio Parrella Accede al ballottaggio     | 8.862                | 24,00 | 2.127                                        | 6,40   | 1     |       |
| Seggio di coalizione                | Seggio di coalizione                       | Seggio di coalizione | 24,00 | 1                                            |        |       |       |
|                                     | Salvatore Vinci                            | 8.743                | 23,68 | Alleanza Nazionale                           | 3.489  | 10,50 | 3     |
| Forza Italia                        | Salvatore Vinci                            | 8.743                | 23,68 | 2.375                                        | 7,15   | 2     |       |
| Cristiani Democratici Uniti         | Salvatore Vinci                            | 8.743                | 23,68 | 2.100                                        | 6,32   | 1     |       |
| Centro Cristiano Democratico        | Salvatore Vinci                            | 8.743                | 23,68 | 1.347                                        | 4,05   | 1     |       |
| Seggio di coalizione                | Seggio di coalizione                       | Seggio di coalizione | 23,68 | 1                                            |        |       |       |
|                                     | Salvatore Duraccio                         | 1.031                | 2,79  | Partito Repubblicano Italiano                | 1.092  | 3,29  | -     |
|                                     | Virginia Cozzolino                         | 557                  | 1,51  | Comunisti Unitari                            | 572    | 1,72  | -     |
|                                     | Antonio Esposito                           | 498                  | 1,35  | Lista Commercio e Artigianato                | 622    | 1,87  | -     |
|                                     | Ferdinando Formicola                       | 376                  | 1,02  | Equità Sociale Diritti Violati del Cittadino | 426    | 1,28  | -     |
|                                     | Ciro De Angelis                            | 239                  | 0,65  | Movimento Sociale Fiamma Tricolore           | 237    | 0,71  | -     |
| Totale                              | Totale                                     | 36.918               | 100   |                                              | 33.227 | 100   | 30    |

#### Vico Equense
| Candidati                       | Candidati                    | Voti                 | %     | Liste                              | Voti   | %     | Seggi |
| ------------------------------- | ---------------------------- | -------------------- | ----- | ---------------------------------- | ------ | ----- | ----- |
|                                 | Carlo Fermariello ✔️ Sindaco | 7.012                | 54,25 | Partito Democratico della Sinistra | 1.927  | 15,65 | 4     |
| Lista civica di centro-sinistra | Carlo Fermariello ✔️ Sindaco | 7.012                | 54,25 | 1.879                              | 15,26  | 3     |       |
| Partito Popolare Italiano       | Carlo Fermariello ✔️ Sindaco | 7.012                | 54,25 | 1.477                              | 12,00  | 3     |       |
| Socialisti Italiani             | Carlo Fermariello ✔️ Sindaco | 7.012                | 54,25 | 524                                | 4,26   | 1     |       |
| Rifondazione Comunista          | Carlo Fermariello ✔️ Sindaco | 7.012                | 54,25 | 475                                | 3,86   | 1     |       |
|                                 | Giacomo Ferraro              | 3.059                | 23,67 | Forza Italia                       | 1.222  | 9,92  | 2     |
| Alleanza Nazionale              | Giacomo Ferraro              | 3.059                | 23,67 | 1.096                              | 8,90   | 1     |       |
| Centro Cristiano Democratico    | Giacomo Ferraro              | 3.059                | 23,67 | 909                                | 7,38   | 1     |       |
| Seggio di coalizione            | Seggio di coalizione         | Seggio di coalizione | 23,67 | 1                                  |        |       |       |
|                                 | Francesco Dell'Amura         | 1.739                | 13,45 | Cristiani Democratici Uniti        | 1.038  | 8,43  | 1     |
| Centro                          | Francesco Dell'Amura         | 1.739                | 13,45 | 688                                | 5,59   | -     |       |
| Seggio di coalizione            | Seggio di coalizione         | Seggio di coalizione | 13,45 | 1                                  |        |       |       |
|                                 | Antonino Paola               | 767                  | 5,93  | Centro                             | 757    | 6,15  | -     |
|                                 | Ciro Vanacore                | 349                  | 2,70  | Lista Civica                       | 321    | 2,61  | -     |
| Totale                          | Totale                       | 12.926               | 100   |                                    | 12.313 | 100   | 20    |

#### Villaricca
| Candidati                    | Candidati                               | Voti                 | %     | Liste                              | Voti   | %     | Seggi |
| ---------------------------- | --------------------------------------- | -------------------- | ----- | ---------------------------------- | ------ | ----- | ----- |
|                              | Nicola Campanile Accede al ballottaggio | 5.867                | 46,87 | Partito Democratico della Sinistra | 2.461  | 20,65 | 5     |
| Partito Popolare Italiano    | Nicola Campanile Accede al ballottaggio | 5.867                | 46,87 | 1.844                              | 15,47  | 3     |       |
| Rifondazione Comunista       | Nicola Campanile Accede al ballottaggio | 5.867                | 46,87 | 508                                | 4,26   | 1     |       |
| Federazione dei Verdi        | Nicola Campanile Accede al ballottaggio | 5.867                | 46,87 | 336                                | 2,82   | -     |       |
|                              | Attilio Tirelli Accede al ballottaggio  | 6.015                | 48,05 | Alleanza Nazionale                 | 2.945  | 24,71 | 5     |
| Forza Italia                 | Attilio Tirelli Accede al ballottaggio  | 6.015                | 48,05 | 1.627                              | 13,65  | 3     |       |
| Centro Cristiano Democratico | Attilio Tirelli Accede al ballottaggio  | 6.015                | 48,05 | 946                                | 7,94   | 1     |       |
| Cristiani Democratici Uniti  | Attilio Tirelli Accede al ballottaggio  | 6.015                | 48,05 | 1.038                              | 8,43   | 1     |       |
| Seggio di coalizione         | Seggio di coalizione                    | Seggio di coalizione | 48,05 | 1                                  |        |       |       |
|                              | Giuseppe Imperatore                     | 529                  | 4,23  | Centro                             | 545    | 4,57  | -     |
|                              | Patrizia Maestripieri                   | 107                  | 0,85  | Movimento Sociale Fiamma Tricolore | 102    | 0,86  | -     |
| Totale                       | Totale                                  | 12.518               | 100   |                                    | 11.919 | 100   | 20    |

#### Volla
| Candidati                                 | Candidati                                | Voti                 | %     | Liste                              | Voti   | %     | Seggi |
| ----------------------------------------- | ---------------------------------------- | -------------------- | ----- | ---------------------------------- | ------ | ----- | ----- |
|                                           | Guido Navarra Accede al ballottaggio     | 4.762                | 41,97 | Partito Democratico della Sinistra | 2.090  | 19,71 | 7     |
| Rifondazione Comunista                    | Guido Navarra Accede al ballottaggio     | 4.762                | 41,97 | 819                                | 7,72   | 2     |       |
| Movimento Cattolici Democratici per Volla | Guido Navarra Accede al ballottaggio     | 4.762                | 41,97 | 650                                | 6,13   | 2     |       |
| Rinnovamento Italiano-Laburisti           | Guido Navarra Accede al ballottaggio     | 4.762                | 41,97 | 354                                | 3,34   | 1     |       |
|                                           | Ciro Guastafierro Accede al ballottaggio | 4.096                | 36,10 | Cristiani Democratici Uniti        | 2.051  | 19,34 | 3     |
| Forza Italia                              | Ciro Guastafierro Accede al ballottaggio | 4.096                | 36,10 | 1.181                              | 11,14  | 1     |       |
| Alleanza Nazionale                        | Ciro Guastafierro Accede al ballottaggio | 4.096                | 36,10 | 732                                | 6,90   | 1     |       |
| Seggio di coalizione                      | Seggio di coalizione                     | Seggio di coalizione | 36,10 | 1                                  |        |       |       |
|                                           | Francesco Del Prete                      | 973                  | 5,57  | Partito Popolare Italiano          | 1.135  | 10,70 | 1     |
|                                           | Arcangelo Damiano                        | 637                  | 5,61  | Democrazia Sociale                 | 633    | 5,97  | -     |
|                                           | Pasquale Annone                          | 568                  | 5,01  | Centro Cristiano Democratico       | 633    | 5,97  | 1     |
|                                           | Maria Rosaria Buonocore                  | 311                  | 2,74  | Partito Socialista                 | 325    | 3,07  | -     |
| Totale                                    | Totale                                   | 11.347               | 100   |                                    | 10.603 | 100   | 20    |

### Provincia di Avellino

#### Ariano Irpino
| Candidati                                                | Candidati                              | Voti                 | %     | Liste                     | Voti   | %     | Seggi |
| -------------------------------------------------------- | -------------------------------------- | -------------------- | ----- | ------------------------- | ------ | ----- | ----- |
|                                                          | Vittorio Melito Accede al ballottaggio | 7.202                | 44,76 | Partito Popolare Italiano | 4.422  | 28,35 | 7     |
| Insieme per Ariano                                       | Vittorio Melito Accede al ballottaggio | 7.202                | 44,76 | 2.051                     | 13,15  | 3     |       |
| Rinnovamento Italiano                                    | Vittorio Melito Accede al ballottaggio | 7.202                | 44,76 | 828                       | 5,31   | 1     |       |
|                                                          | Luigi Franza Accede al ballottaggio    | 6.855                | 42,60 | Forza Italia              | 2.328  | 14,93 | 3     |
| Alleanza Nazionale                                       | Luigi Franza Accede al ballottaggio    | 6.855                | 42,60 | 2.202                     | 14,12  | 2     |       |
| Centro Cristiano Democratico-Cristiani Democratici Uniti | Luigi Franza Accede al ballottaggio    | 6.855                | 42,60 | 1.283                     | 8,23   | 1     |       |
| Lista civica di centro-destra                            | Luigi Franza Accede al ballottaggio    | 6.855                | 42,60 | 647                       | 4,15   | -     |       |
| Seggio di coalizione                                     | Seggio di coalizione                   | Seggio di coalizione | 42,60 | 1                         |        |       |       |
|                                                          | Giovanni Maraia                        | 1.218                | 7,57  | Sinistra                  | 877    | 5,62  | 1     |
|                                                          | Dino Lombardi                          | 815                  | 5,07  | Lista civica              | 958    | 6,14  | 1     |
| Totale                                                   | Totale                                 | 16.090               | 100   |                           | 15.596 | 100   | 20    |

### Provincia di Salerno

#### Eboli
| Candidati                    | Candidati                               | Voti                 | %     | Liste                  | Voti   | %     | Seggi |
| ---------------------------- | --------------------------------------- | -------------------- | ----- | ---------------------- | ------ | ----- | ----- |
|                              | Gerardo Rosania Accede al ballottaggio  | 6.138                | 27,75 | Rifondazione Comunista | 2.600  | 12,11 | 11    |
| Alleanza di Progresso        | Gerardo Rosania Accede al ballottaggio  | 6.138                | 27,75 | 1.615                  | 7,52   | 7     |       |
|                              | Antonio D'Errico Accede al ballottaggio | 8.266                | 37,38 | Alleanza Nazionale     | 3.204  | 14,92 | 2     |
| Forza Italia                 | Antonio D'Errico Accede al ballottaggio | 8.266                | 37,38 | 2.756                  | 12,83  | 2     |       |
| Centro Cristiano Democratico | Antonio D'Errico Accede al ballottaggio | 8.266                | 37,38 | 2.178                  | 10,14  | 1     |       |
| Cristiani Democratici Uniti  | Antonio D'Errico Accede al ballottaggio | 8.266                | 37,38 | 1.167                  | 5,43   | 1     |       |
| Seggio di coalizione         | Seggio di coalizione                    | Seggio di coalizione | 37,38 | 1                      |        |       |       |
|                              | Antonio Manzo                           | 5.290                | 23,92 | L'Ulivo                | 4.797  | 22,34 | 2     |
| Seggio di coalizione         | Seggio di coalizione                    | Seggio di coalizione | 23,92 | 1                      |        |       |       |
|                              | Giuseppe Mirra                          | 2.251                | 10,18 | Partito Socialista     | 2.905  | 13,53 | 1     |
| Seggio di coalizione         | Seggio di coalizione                    | Seggio di coalizione | 10,18 | 1                      |        |       |       |
|                              | Italo Faiella                           | 171                  | 0,77  | Alleanza Meridionale   | 253    | 1,18  | -     |
| Totale                       | Totale                                  | 22.116               | 100   |                        | 21.475 | 100   | 30    |

## Elezioni del novembre 1996

### Provincia di Napoli

#### Marano di Napoli
| Candidati                       | Candidati                               | Voti                 | %     | Liste                                | Voti   | %     | Seggi |
| ------------------------------- | --------------------------------------- | -------------------- | ----- | ------------------------------------ | ------ | ----- | ----- |
|                                 | Mauro Bertini Accede al ballottaggio    | 8.946                | 31,45 | Partito della Rifondazione Comunista | 2.757  | 10,48 | 9     |
| Progetto Democratico per Marano | Mauro Bertini Accede al ballottaggio    | 8.946                | 31,45 | 1.488                                | 5,65   | 5     |       |
| Federazione dei Verdi           | Mauro Bertini Accede al ballottaggio    | 8.946                | 31,45 | 1.380                                | 5,24   | 4     |       |
|                                 | Pasquale Cavallo Accede al ballottaggio | 7.822                | 27,50 | Partito Democratico della Sinistra   | 5.799  | 22,04 | 4     |
|                                 | Ciro Ciotola Castrese                   | 7.592                | 26,69 | Forza Italia                         | 4.110  | 15,62 | 3     |
| Alleanza Nazionale              | Ciro Ciotola Castrese                   | 7.592                | 26,69 | 2.429                                | 9,23   | 1     |       |
| Cristiani Democratici Uniti     | Ciro Ciotola Castrese                   | 7.592                | 26,69 | 1.474                                | 5,60   | 1     |       |
| Centro Cristiano Democratico    | Ciro Ciotola Castrese                   | 7.592                | 26,69 | 1.188                                | 4,51   | -     |       |
| Seggio di coalizione            | Seggio di coalizione                    | Seggio di coalizione | 26,69 | 1                                    |        |       |       |
|                                 | Mario Granata                           | 2.759                | 9,70  | Partito Popolare Italiano            | 3.338  | 12,68 | 2     |
|                                 | Enrico Vesce                            | 694                  | 2,44  | Rinnovamento Italiano                | 1.094  | 4,16  | -     |
|                                 | Claudio Salvo Rossi                     | 629                  | 2,21  | Organizziamo la Speranza e G.C.S.    | 1.258  | 4,78  | -     |
| Totale                          | Totale                                  | 28.442               | 100   |                                      | 26.315 | 100   | 30    |

### Provincia di Benevento

#### Benevento
| Candidati                          | Candidati                   | Voti                        | %     | Liste                                               | Voti   | %     | Seggi |
| ---------------------------------- | --------------------------- | --------------------------- | ----- | --------------------------------------------------- | ------ | ----- | ----- |
|                                    | Luigi Diego Perifano        | 14.771                      | 34,32 | Partito Democratico della Sinistra                  | 4.877  | 11,81 | 3     |
| Socialisti Italiani - Verdi        | Luigi Diego Perifano        | 14.771                      | 34,32 | 4.329                                               | 10,48  | 3     |       |
| Rinnovamento Italiano - PSDI - PRI | Luigi Diego Perifano        | 14.771                      | 34,32 | 4.198                                               | 10,16  | 3     |       |
| Partito Popolare Italiano          | Luigi Diego Perifano        | 14.771                      | 34,32 | 4.052                                               | 9,81   | 2     |       |
| Seggio al candidato sindaco        | Seggio al candidato sindaco | Seggio al candidato sindaco | 34,32 | 1                                                   |        |       |       |
|                                    | Pasquale Viespoli           | 14.025                      | 32,59 | Alleanza Nazionale                                  | 7.520  | 18,21 | 13    |
|                                    | Bruno Camilleri             | 11.635                      | 27,03 | Forza Italia (A)                                    | 4.295  | 10,40 | 6     |
| Centro Cristiano Democratico       | Bruno Camilleri             | 11.635                      | 27,03 | 6.909                                               | 16,73  | 4     |       |
| Cristiani Democratici Uniti (B)    | Bruno Camilleri             | 11.635                      | 27,03 | 3.073                                               | 7,44   | 5     |       |
| Seggio al candidato sindaco        | Seggio al candidato sindaco | Seggio al candidato sindaco | 27,03 | 1                                                   |        |       |       |
|                                    | Fernando Goglia             | 2.121                       | 4,93  | Partito della Rifondazione Comunista - Lista civica | 1.420  | 3,44  | -     |
|                                    | Umberto Perrotta            | 486                         | 1,13  | Lega d'Azione Meridionale                           | 629    | 1,52  | -     |
| Totale                             | Totale                      | 43.038                      | 100   |                                                     | 41.302 | 100   | 40    |

- Le liste contrassegnate con le lettere A e B sono apparentate al secondo turno con il candidato sindaco Pasquale Viespoli.

Ballottaggio
| Candidati | Candidati                    | Voti   | %     |
| --------- | ---------------------------- | ------ | ----- |
|           | Pasquale Viespoli ✔️ Sindaco | 21.588 | 57,68 |
|           | Luigi Diego Perifano         | 15.842 | 42,32 |
| Totale    | Totale                       | 37.430 | 100   |